# Braden Schneider
Braden Schneider (Prince Albert, Saskatchewan; 20 de septiembre de 2001), apodado Schneids, Rob o Baby Troubs, es un jugador profesional canadiense de hockey sobre hielo que se desempeña en la posición de defensor derecho en New York Rangers, equipo de la National Hockey League (NHL).

## Carrera
Fue seleccionado en la primera ronda en la NHL Entry Draft de 2020. En 2021 hizo su debut profesional con el equipo New York Rangers, donde lleva jugando tres temporadas.